# Pustolovina božićnog pudinga
Pustolovina božićnog pudinga (izdana 1960.) je zbirka od 6 krimi priča Agathe Christie. Pet slučajeva riješava Hercule Poirot, a zadnji Miss Jane Marple.
Priče:
1. Pustolovina božićnog pudinga ili Krađa kraljevskog rubina
2. Zagonetka španjolske škrinje
3. Nesretni čovjek
4. Dvadeset četiri kosa ili Zlosutna pita
5. San
6. Greenshawova glupost

## Radnja

### Krađa kraljevskog rubina
U londonskom restoranu pijani mladi princ otetura za prijateljicom koja mu je ukrala rubin neprocjenjive vrijednosti. Ministarstvo vanjskih poslova zove Poirota zbog krađe dragulja mušičavog nasljednika egipatskog prijestolja. Prihvativši slučaj od državnog interesa Poirot mora provesti Božić u kući jednog od rijetkih ljudi koji znaju za dragi kamen - egiptologa pukovnika Lacey.

### Zagonetka španjolske škrinje
U operi Poirotu priđe ledi Chatterton s tvrdnjom da njenoj prijateljici Marguerite Clayton život ugrožava ljubomorni suprug. Edward Clayton sumnjičav je u odnos svoje žene prema naočitom bojniku Richu. Na zabavi dolazi do gnusnog otkrića - u velikoj, ukrašenoj škrinji pronađeno je tijelo Edwarda Claytona. Je li bojnik kriv? Samo Poirot može otkriti istinu! 

### Nesretni čovjek
Nakon tajanstvenog požara u njegovoj tvornici poduzetnik Sir Rueben Astvrell odlučio je podatke o spoju koji je otkrio spremiti kod kuće. Astwellove nade da će se obogatiti na mogućem ratu s Njemačkom osujetio je ubojica koji ga je zatekao u njegovoj radnoj sobi. Iako Poirota nije uspjela hipnotizirati, gđica Lemon pomaže mu svojom novom vještinom u rješavanju teškog slučaja ubojstva i osvete, a Hastingsu da na igralištu za golf pogodi rupu iz prve.

### Zlosutna pita
Poirot večera u londonskom restoranu u trenutku kada ondje uđe slikar Henry Gascoigne, redoviti gost. Sutradan Poirota zaintrigira vijest u novinama da je slikar pronađen mrtav. Obdukcijski nalaz navodi da je Gascoigne umro nakon što je pojeo malen obrok, Poirot zaključuje da je ubijen i da je u restoranu vidio ubojicu.

### San
Poirot prima poruku Benedicta Farleyja u kojoj bogati proizvođač mesnih pita hitno traži sastanak. Stari tajkun objašnjava da mu se ponavlja san u kom sam sebi oduzima život revolverom u knjižnici u podne. Pita Poirota je li čuo za to da žrtvu hipnozom navode da počini samoubojstvo, ali Poirot za takvo što ne zna. Kad Farleyja nađu mrtva s revolverom u ruci, Poirot je uvjeren da je riječ o umorstvu.

### Greenshawova glupost
Gospođica Marple pomaže mladoj majci i njezinom sinu tako što ih pošalje daleko, na imanje ekscentričnog botaničara, ne znajući da će imanje uskoro postati poprište ubojstva.

## Kontinuitet
San je prvi put objavljen u zbirci Misterij na regati (1939.).
Zlosutna pita je prvi put objavljena u zbirci Tri slijepa miša (1950.).
Nesretni čovjek je prvi put objavljen u zbirci Nesretni čovjek (1951.).

## Ekranizacija
Priče u kojima se pojavljuje Hercule Poirot ekranizirane su u TV seriji Poirot s Davidom Suchetom u glavnoj ulozi:
1. Krađa kraljevskog rubina u trećoj sezoni (1991.)
2. Zagonetka španjolske škrinje u trećoj sezoni (1991.)
3. Nesretni čovjek (pod nazivom Tiha voda) u petoj sezoni (1993.)
4. Zlosutna pita u prvoj sezoni (1989.)
5. San u prvoj sezoni (1989.)

## Poveznice
- Pustolovina božićnog pudinga  Arhivirana inačica izvorne stranice od 27. srpnja 2014. (Wayback Machine) na Agatha-Christie.net, najvećoj domaćoj stranici obožavatelja Agathe Christie